# Galeansellia
× Galeansellia, (abreviado Gslla) en el comercio, es un híbrido intergenérico entre los géneros de orquídeas Ansellia × Galeandra. Fue publicado en Orchid Rev.  89(1058, cppo): 8 (1981).